# Kota (Division)
Die Division Kota ist eine Division im indischen Bundesstaat Rajasthan. Der Verwaltungssitz befindet sich in der Stadt Kota.

## Distrikte
Die Division Kota gliedert sich in vier Distrikte:
| Distrikt | Verwaltungssitz | Fläche in km² | Einwohner (2011) | Ew./km² |
| -------- | --------------- | ------------- | ---------------- | ------- |
| Baran    | Baran           | 6.992         | 1.222.755        | 175     |
| Bundi    | Bundi           | 5.550         | 1.113.725        | 201     |
| Jhalawar | Jhalawar        | 6.219         | 1.411.327        | 069     |
| Kota     | Kota            | 5.446         | 1.950.491        | 358     |
| gesamt   |                 | 24.207        | 5.698.298        | 235     |